# Edson de Castro Homem
Edson de Castro Homem (* 17. April 1949 in Rio de Janeiro) ist ein brasilianischer Geistlicher und emeritierter römisch-katholischer Bischof von Iguatu.

## Leben
Edson de Castro Homem empfing am 18. Oktober 1977 durch den Erzbischof von São Sebastião do Rio de Janeiro, Eugênio Kardinal de Araújo Sales, das Sakrament der Priesterweihe.
Am 16. Februar 2005 ernannte ihn Papst Johannes Paul II. zum Titularbischof von Mutia und zum Weihbischof in São Sebastião do Rio de Janeiro. Der Erzbischof von São Sebastião do Rio de Janeiro, Eusébio Kardinal Scheid SCJ, spendete ihm am 12. März desselben Jahres die Bischofsweihe; Mitkonsekratoren waren der emeritierte Erzbischof von São Sebastião do Rio de Janeiro, Eugênio Kardinal de Araújo Sales, und der Erzbischof von Niterói, Alano Maria Pena OP.
Papst Franziskus ernannte ihn am 6. Mai 2015 zum Bischof von Iguatu. Am 24. Februar 2021 nahm Papst Franziskus das von Edson de Castro Homem vorgebrachte Rücktrittsgesuch an.